# Hedyotis srilankensis
Hedyotis srilankensis là một loài thực vật có hoa trong họ Thiến thảo. Loài này được Deb & R.M.Dutta mô tả khoa học đầu tiên năm 1983.